# Аталлия
Аталлия (лат. Athallia) — род грибов семейства Телосхистовые.
Впервые описан шведами Ульфом Арупом (Ulf Arup), Патриком Фреденом (Patrik Frödén) и датчанином Ульриком Сехтингом (Ulrik Søchting) в 2013 году. Название рода означает «без таллома».

## Описание
У всех видов Аталлии отсутствует таллом или он плохо развит, за исключением вида A. scopularis. Пикнидии отсутствуют, если имеются, то они оранжевого цвета. Конидии эллипсоидальной формы.

### Химический состав
Характеризуется хемосиндромом A.

## Среда обитания и распространение
Все виды распространены в Европе, некоторые в Азии и Северной Америке.

## Виды
Согласно базе данных Catalogue of Life на ноябрь 2022 года род включает следующие виды:
- Athallia alnetorum (Giralt, Nimis et Poelt) Arup, Frödén et Søchting, 2013 — Аталлия ольховая
- Athallia brachyspora (Mereschk.) Halici et Vondrák, 2016 — Аталлия короткоспоровая
- Athallia cerinella (Nyl.) Arup, Frödén et Søchting, 2013 — Аталлия восково-жёлтая
- Athallia cerinelloides (Erichsen) Arup, Frödén et Søchting, 2013 — Аталлия воскообразная
- Athallia holocarpa (Hoffm.) Arup, Frödén et Søchting, 2013 — Аталлия равноплодная
- Athallia inconnexa (Nyl.) S.Y. Kondr. et Lőkös, 2018 — Аталлия связанная
- Athallia nesodes (Poelt et Nimis) Halici et Vondrák, 2016
- Athallia pyracea (Ach.) Arup, Frödén et Søchting, 2013 — Аталлия огненная
- Athallia saxifragarum (Poelt) Arup, Frödén et Søchting, 2013 — Аталлия камнеломковая
- Athallia scopularis (Nyl.) Arup, Frödén et Søchting, 2013 — Аталлия лозообразная
- Athallia vitellinula pyracea (Nyl.) Arup, Frödén et Søchting, 2013 — Аталлия желточно-жёлтая